# آلین برنشتاین
آلین برنشتاین (انگلیسی: Aline Bernstein; ۲۲ دسامبر ۱۸۸۰ – ۷ سپتامبر ۱۹۵۵) هنرمند، طراح لباس، و طراح مد اهل ایالات متحده آمریکا بود. برنشتاین با همراهی ایرنه لویسون موزه هنر متروپولیتن را تأسیس کردند. برنشتاین معشوقه و از حامیان توماس ولف نویسنده آمریکایی بود. برنشتاین در ۷ سپتامبر ۱۹۵۵ در شهر نیویورک در سن ۷۴ سالگی درگذشت.

## زندگی شخصی
او در سال ۱۸۸۰ در شهر نیویورک به عنوان دختر ربکا گلد اسمیت و جوزف فرانکو که یک بازیگر بود به دنیا آمد. خانواده او یهودی بودند. در زمانی که او ۱۷ ساله شد، پدر و مادرش هر دو مرده بودند و او توسط عمه‌اش، ریچل گلداسمیت، بزرگ شد. گلداسمیت یک پانسیون تئاتر در خیابان ۴۴ غربی شهر نیویورک داشت. آلین در ۱۹ نوامبر ۱۹۰۲ با تئودور اف. برنشتاین، کارگزار وال استریت ازدواج کرد. برنشتاین و همسرش دو فرزند داشتند: تئودور فرانکئو برنشتاین (۱۹۰۴–۱۹۴۹)، و ادلا کیوسیک (۱۹۰۶–۱۹۸۳). ازدواج او در تمام مدت و با وجود رابطه همزمان او با توماس ولف پابرجا باقی ماند. برنشتاین در سال ۱۹۲۵ با توماس ولف در کشتی آرام‌اس المپیک ملاقات کرد، در آن زمان ولف ۲۵ سال و برنشتاین ۴۴ سال سن داشتند. رابطه برنشتاین و ولف پس از چند سال به پایان رسید، اما دوستی آنها ادامه یافت. یکی از آخرین تماس‌های تلفنی وولف، زمانی که او در سن ۳۷ سالگی بر اثر تومور مغزی در حال مرگ بود، این بود که به برنشتاین بگوید که او را دوست دارد. در زمان مرگ ولف در سال ۱۹۳۸، برنشتاین برخی از دست نوشته‌های منتشر نشده ولف را در اختیار داشت. در فیلم درام بیوگرافی نابغه محصول ۲۰۱۶، برنشتاین توسط نیکول کیدمن و ولف توسط جود لا به تصویر کشیده شدند. برنشتاین در روز ۷ سپتامبر ۱۹۵۵ در شهر نیویورک در سن ۷۴ سالگی درگذشت.

## پیشه هنری
بین سال‌های ۱۹۱۶ و ۱۹۵۱، برنشتاین برای ۵۱ اثر، طراحی صحنه، طراحی لباس یا هر دو را انجام داد.
پس از حدود ۱۴ سال کار، در سال ۱۹۳۰، او توانست به سمت طراحی صحنه برود. برای حدود یک دهه، او در درجه اول کار طراحی صحنه را انجام داد، اما دوباره در حدود سال ۱۹۴۰ به عنوان آخرین مرحله از حرفه خود به طراحی لباس بازگشت. در دهه ۱۹۳۰ او شروع به فعالیت نویسندگی کرد و دو کتاب او توسط ناپف، یک ناشر بسیار محترم در آن زمان، منتشر شده است. او با مالکان این انتشارات دوستی شخصی داشت. اولین کتاب او، سه لباس آبی، کمک کرد تا او به عنوان یک طراح لباس در نیویورک تثبیت شود. این کتاب شامل مجموعه‌ای از سه داستان بود که در آن سه مرد کاملاً متفاوت یک کت و شلوار سرژ آبی رنگ را می‌پوشند. جزئیات نحوه پوشیدن کت و شلوار هر مرد، جنبه‌های شخصیت هر کدام از مردان را به روش‌های ظریفی آشکار می‌کند. یک نکته رایج در بین طراحان لباس این است که لباس‌ها اگر خوب باشند، در نهایت نباید مورد توجه قرار گیرند. داستان‌های کت و شلوار آبی توانایی برنشتاین را در تشخیص اینکه چگونه جزئیات حیاتی یک لباس شخصیت فرد را به تصویر می‌کشد نشان می‌دهد.
برخی از آثار نوشتاری او عبارتند از:
- سه لباس آبی (مجموعه داستان‌های کوتاه)، ۱۹۳۳
- سفر به پایین (بر سر رابطه او با ولف)، ناپف، ۱۹۳۸
- خانم کاندون، ناپف، ۱۹۴۷
- دختر یک بازیگر (خاطرات)، ۱۹۴۰
- کتاب عروسک مارتا واشینگتن، ۱۹۴۵
- شاهکارهای لباس زنانه در قرن ۱۸ و ۱۹، ۱۹۵۹ (منتشر شده پس از مرگ)